# پرتو بیضایی آرانی
حسین بیضایی فرزند علی‌محمد (ادیب بیضایی آرانی) متخلص به پرتو در سال ۱۲۸۴ خورشیدی در آران و بیدگل متولد شد. وی برادرزاده ذکایی بیضایی آرانی است.
او از شاعران معاصر ایرانی است. دیوان اشعار وی در سال ۱۳۶۳ در تهران به چاپ رسید و در طول زندگیش ازدواج نکرد و در زمینه شعری از پیروان صائب و سبک هندی بود. او در روز ۲۵ مهرماه سال ۱۳۴۸ در سن ۶۴ سالگی درگذشت و در حوالی آرامگاه ملامحسن فیض کاشانی دفن شد. سالِ بعد کریم امیری فیروزکوهی به یادش گفت:
| ید بیضای تو در شعر، امیر |  | سحری از پرتو بیضائی ماست |

## آثار

### تألیفات
- تاریخ ورزش باستانی ایران (زورخانه) (چاپ ۱۳۳۷ش)[۳]
- کاشانهٔ دانش[۴]
- دیوان پرتو بیضائی
- تلخیص تاریخ گیتی‌گشای زند[۵]

### تصحیحات
- دیوان ادیب بیضایی آرانی (چاپ ۱۳۲۷ش)
- دیوان کلیم کاشانی (چاپ ۱۳۳۶ش)
- دیوان صباحی بیدگلی، شاعر سده دوازدهم (چاپ ۱۳۳۸ش)
- دیوان قصاب کاشانی، شاعر سده دوازدهم (چاپ ۱۳۳۸ش)
- مثنوی قضا و قدر، از سلیم تهرانی، شاعر سده یازدهم (چاپ ۱۳۴۱ش)

همچنین دیوان پرتو بیضایی در ۱۳۶۳ خورشیدی به چاپ رسیده‌است.
اشعار زیر از وی می‌باشد:
| شرمم آید که کنم روی تو را همسر ماه   |  | مه که باشد که ترا نام برم در بر ماه |
| اعتبار مه تو نیست بجز یک شب و هست    |  | زاول مه، سخن از روی تو تا آخر ماه   |
| پرتو آن نیست که گوید به مثل همچو مهی |  | می‌کشد بر رخ مه روی تو ای بهتر ماه   |